# 戈羅季謝 (丘德尼夫區)
50°3′16″N 28°12′30″E / 50.05444°N 28.20833°E
戈羅季謝（烏克蘭語：Городище），是烏克蘭北部的村莊，隸屬日托米爾州的日托米爾區。該村面積1.67平方公里，海拔高度248米，2001年人口296，人口密度每平方公里177.25人。